# Vladimir Ivković
Vladimir Ivković   (Dubrovnik, 25 de juliol de 1929 - Zagreb, 10 de març de 1992) va ser un waterpolista croat que va competir sota bandera iugoslava durant les dècades de 1940 i 1950.
El 1952 va prendre part en els Jocs Olímpics de Hèlsinki, on guanyà la medalla de plata en la competició de waterpolo. Quatre anys més tard, als Jocs de Melbourne, guanyà una nova medalla de plata. En el seu palmarès també destaca una medalla de plata al Campionat d'Europa de waterpolo de 1954.